# Јоже Кадунц
Јоже Кадунц – Ибар (Добрепоље, код Гросупља, 27. април 1925 — Цикава, код Гросупља, 16. октобар 1944), учесник Народноослободилачке борбе и народни херој Југославије.

## Биографија
Рођен је 1925. године у Добрепољу код Гросупља, у радничкој породици. Због радног односа није завршио основну школу. Отац му је 1940. нашао посао у фабрици „Мотвоз“ у Гросупљу. Тамо је Кадунц постао симпатизер комуниста.
Након Априлског рата 1941, учествовао је у прикупљању оружја за устанак. На лето 1941. постао је активиста Ослободилачког фронта Словеније. Са групом бораца придружио се 2. маја 1942. Другој групи партизанских одреда код Жужемберка. Маја 1942. постао је члан СКОЈ-а.
После капитуалције Италије 1943. постао је водник, а касније командир Треће чете Трећег батаљона бригаде „Матија Губец“. У зиму 1943. постао је члан Комунистичке партије Југославије.
Његов батаљон је 21. марта 1944. добио задатак минирања пруге код Гросупља како би се пресекло снабдевање немачких јединица у граду. Међутим, домобранске јединице откриле су минере приликом постављања експлозива и опколиле Кадунца. Убили су га и након неколико дана тело бацили на општинско ђубриште у Гросупљу.
Указом Президијума Народне скупштине Федеративне Народне Републике Југославије, 13. септембра 1952. године, проглашен је за народног хероја.